# Squalius ghigii
Squalius ghigii é uma espécie de peixe actinopterígeo da família Cyprinidae.
Apenas pode ser encontrada na Grécia.
Os seus habitats naturais são: rios, rios intermitentes, marismas de água doce, nascentes de água doce e áreas de armazenamento de água.
Está ameaçada por perda de habitat.